# Ignacio Piñeiro (rugby à XV)
Pour les articles homonymes, voir Ignacio Piñeiro et Piñeiro.
Piñeiro  Mollá est un nom espagnol. Le premier nom de famille, en général paternel, est Piñeiro ; le second, en général maternel, souvent omis, est Mollá.
Pas d'image ? Cliquez ici

b Matchs officiels uniquement.
Dernière mise à jour le 23 juillet 2025.
Ignacio Piñeiro, né le 4 janvier 2003, est un joueur international espagnol de rugby à XV évoluant aux postes de deuxième ligne et de troisième ligne aile.

## Biographie

### Jeunesse et formation
Originaire de Valence, Ignacio Piñeiro commence la pratique du rugby à XV à 12 ans après un passage par le football.
Formé au Rugby Club Valencia (es), il rejoint le centre de formation de l'ASM Clermont puis celui d'Oyonnax Rugby.
À l'automne 2021, il est sélectionné en équipe d'Espagne des moins de 18 ans pour le Championnat d'Europe. Sa sélection termine la compétition à la troisième place après avoir battu la Belgique 46 à 7.
Ignacio Piñeiro honore sa première cape en équipe d'Espagne face au Canada le 10 juillet 2022. En novembre suivant, il est retenu par l'équipe d'Espagne des moins de 20 ans pour le Championnat d'Europe de la catégorie. Étant titulaire en finale, la compétition est remportée par son équipe contre les Pays-Bas sur le score de 13 à 6.
En 2023, toujours avec l'équipe d'Espagne des moins de 20 ans, il remporte le Trophée mondial.

## Palmarès
- Troisième du Championnat d'Europe en 2021 avec l'équipe d'Espagne des moins de 18 ans.
- Vainqueur du Championnat d'Europe en 2022 avec l'équipe d'Espagne des moins de 20 ans.
- Vainqueur du Trophée mondial en 2023 avec l'équipe d'Espagne des moins de 20 ans.
- Finaliste du Championnat d'Europe en 2025 avec l'équipe d'Espagne.